# Сиера де Гредос
Сиера де Гредос (на испански: Sierra de Gredos) е планински масив в централна Испания, който се издига от Кастилското плато в близост до Мадрид.
Масивът е дълъг 150 km и формира средната и най-висока част на централните Кордилери в средата на Иберийския полуостров. Идващи от юг, покритите със сняг върхове на планинската верига изглеждат като стръмно стърчаща стена. Най-високата точка е връх Алмансор със своите 2592 m.
Сиера де Гредос е изграден от гнайси и гранити и е покрит с дъбови и кестенови гори.